# Halestorm (группа)
Halestorm — американская хард-рок-группа, образованная 9 августа 1997 года в маленьком городке округа Йорк (штат Пенсильвания). В настоящее время у группы контракт с «Atlantic Records» и пять выпущенных альбомов.

## История
В момент образования группы Элизабет и Арджею Хейл (сестра и брат) было 13 и 10 лет соответственно. Элизабет сочиняла музыку, пела и играла на клавишных, Арджей играл на ударных, а их отец Роджер на бас-гитаре. После пары релизов на Holland Sound и Broken Records (1997, 1998) в стиле христианский поп к ним присоединился юный гитарист Лео Нессинджер, а стиль группы стал ближе к классическому року. В 2001 году Нессинджер ушёл в альтроковый проект Mad Revere, и гитарные партии на третьем альбоме (2001) записывал уже Джим Шалл. Во время живых выступлений группе помогал лид-гитарист и басист Нэйт Майотт. Окончательно состав группы сформировался с приходом гитариста Джо Хоттингера (2003) и басиста Джоша Смита (2004).
В июне 2005 года группа подписала контракт с Atlantic Records. Примерно через год был выпущен первый релиз команды — мини-альбом «One and Done». С 2006 года Halestorm начали концертную деятельность. С января по март 2006 года участвовала в турне «SnoCore Tour» вместе с группами Seether, Shinedown, и Flyleaf. В июле 2006 участвовала в турне «Equinox Tour» с Shinedown, Trapt, Evans Blue, и Mercy Fall.
До этого Лиззи Хейл участвовала в записи песни «Shed Some Light» группы Shinedown.
5 сентября 2007 года группа участвовала в американском шоу «The Tonight Show with Jay Leno» в роли уличных «зевак». В 2009 Halestorm участвовали в турне с Chevelle, Adelitas Way и Shinedown.
Дебютный альбом группы вышел 28 апреля 2009 года под названием Halestorm. Песня «I Get Off» стала заглавным синглом, и стала доступна для прослушивания на радиостанциях. Второй сингл «It’s Not You» был выпущен в ноябре 2009 года, так же на него был снят клип. Следом был снят клип на «Love/Hate Heartbreak», который был выложен на Youtube.
Группа стала номинантом премии «Грэмми» 2013 года в категории лучшее выступление в жанре хард-рок. 11 февраля 2013 Halestorm получили «Грэмми» за песню «Love Bites (So Do I)» в номинации «Лучшее хард-рок/метал исполнение» (Best Hard Rock/Metal Performance), также данная композиция попала в Топ-10 лучших рок-песен интернет-издания Loudwire.

## Участники
- Лиззи Хейл (Lizzy Hale) — вокал, ритм-гитара, клавишные (с 1997)
- Джо Хоттингер (Joe Hottinger) — соло-гитара, бэк-вокал (с 2003)
- Джош Смит (Josh Smith) — бас-гитара, бэк-вокал (с 2005)
- Арджей Хейл (Arejay Hale) — ударные, перкуссия, бэк-вокал (с 1997)

## Дискография

### Студийные альбомы
| Год  | Название                 | Позиция | Позиция | Позиция      |
| Год  | Название                 | US      | US Rock | US Hard Rock |
| ---- | ------------------------ | ------- | ------- | ------------ |
| 2009 | «Halestorm»              | 40      | 17      | 4            |
| 2012 | «The Strange Case Of...» | 15      | 2       | 1            |
| 2015 | «Into The Wild Life»     | 5       | 1       |              |
| 2018 | «Vicious»                |         |         |              |
| 2022 | «Back from the Dead»     |         |         |              |

### Мини-альбомы
- 2000 — (Don’t Mess with the) Time Man
- 2001 — Breaking the Silence
- 2006 — One and Done
- 2011 — ReAniMate: The CoVeRs eP
- 2012 — Hello, It’s Mz. Hyde
- 2012 — In the Live Room
- 2013 — ReAniMate 2.0: The CoVeRs eP
- 2017 — ReAniMate 3.0: The CoVeRs eP

### Концертные альбомы
- 2010 — Live in Philly 2010
- 2012 — In the Live Room

### Синглы
| Год  | Название                   | Позиция              | Позиция   | Позиция         | Альбом    |
| Год  | Название                   | U.S. Mainstream Rock | U.S. Alt. | U.S. Rock Songs | Альбом    |
| ---- | -------------------------- | -------------------- | --------- | --------------- | --------- |
| 2009 | «I Get Off»                | 7                    | 28        | 17              | Halestorm |
| 2009 | «It’s Not You»             | 8                    | —         | 24              | Halestorm |
| 2010 | «Familiar Taste of Poison» | 36                   | —         | —               | Halestorm |

### Видеоклипы
| Год  | Клип                                          | Режиссёр       |
| ---- | --------------------------------------------- | -------------- |
| 2009 | «I Get Off»                                   | Фил Муччи      |
| 2009 | «Love/Hate Heartbreak»                        |                |
| 2009 | «It’s Not You»                                | Фил Ботти      |
| 2010 | «Familiar Taste of Poison»                    | Джереми Альтер |
| 2012 | «Love Bites (So Do I)»                        | Джереми Альтер |
| 2012 | «I Miss the Misery»                           | Майкл Трелин   |
| 2013 | «Freak Like Me»                               | Роб Фенн       |
| 2013 | «Here’s to Us»                                | Джереми Альтер |
| 2014 | «Mz. Hyde»                                    | Дэниел Катулло |
| 2014 | «Shatter Me (Линдси Стирлинг ft. Лиззи Хейл)» | Эвердрим       |
| 2015 | «Apocalyptic»                                 |                |
| 2015 | «I'm The Fire»                                |                |
| 2016 | «Mayhem»                                      |                |
| 2017 | «Dear Daughter»                               |                |
| 2018 | «Uncomfortable»                               |                |
| 2018 | «Do Not Disturb»                              |                |